# Diocèse de Ouesso
Le diocèse de Ouesso est une juridiction de l'Église catholique en République du Congo, suffragant de l'archidiocèse d'Owando.

## Histoire
Le 6 juin 1983, le pape Jean-Paul II érige le diocèse de Ouesso par démembrement du diocèse d'Owando. Son siège est la cathédrale Saint Pierre Claver de Ouesso.
Le 30 octobre 2000, il est divisé pour créer la nouvelle préfecture apostolique de la Likouala.
Il est suffragant  de l'archidiocèse de Brazzaville jusqu'à l'érection de la province ecclésiastique d'Owando qu'il intègre le 30 mai 2020.

## Évêques
- Hervé Itoua (6 juin 1983 - 22 avril 2006)
  - Yves Monot, administrateur apostolique (22 avril 2006 - 14 juin 2008)
- Yves Monot, C.S.Sp. (14 juin 2008 - 8 décembre 2021). C'est un des derniers diocèses d'Afrique noire à être dirigé à un prêtre d'origine européenne.
- Gélase Armel Kema (8 décembre 2021 - 6 janvier 2024), nommé archevêque d'Owando
- Brice Armand Ibombo (depuis le 28 mai 2025)

## Évêque originaire du diocèse
- Daniel Nzika (né en 1971), évêque d'Impfondo